# Thành phố kết nghĩa

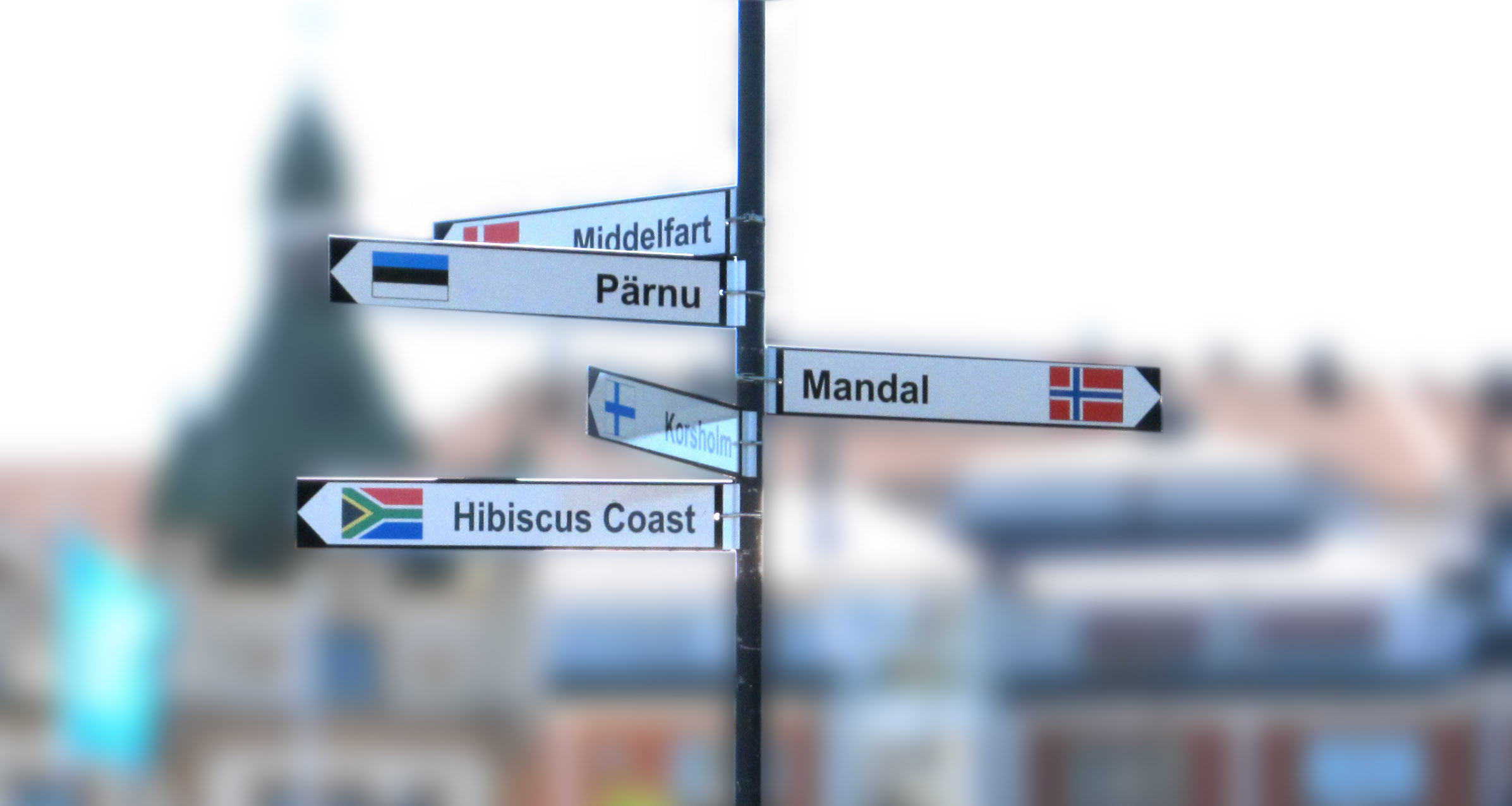
Bảng các thành phố kết nghĩa ở Oskarshamn, Thụy Điển

Thành phố kết nghĩa là những thỏa thuận về luật pháp, xã hội giữa các thành phố, xã vùng kết nghĩa có địa lý và hoàn cảnh chính trị khác biệt để trao đổi văn hóa và các liên hệ thương mại. Quan niệm mới về việc lập các thành phố kết nghĩa xảy ra sau khi thế chiến thứ hai kết thúc vào năm 1947, dự định là để khuyến khích tình thân hữu và thông cảm giữa các văn hóa khác nhau và giữa các nước thù địch trước đây như là một hành động hòa bình và hòa giải và để khuyến khích mậu dịch và du lịch. Trong những năm gần đây, thành phố kết nghĩa được dùng để hình thành những kết nối thương mại quốc tế chiến lược giữa các thành phố.

## Nguyên nhân thành lập thành phố kết nghĩa
Mục đích và ý nghĩa tùy theo sự tình nguyện của các thành phố. Thường thì là những thành phố lớn, hoặc xã có vai trò quan trọng có vai trò quan trọng, các cơ sở kinh tế (đồng quê hay khu vực kỹ nghệ) hoặc vì đời sống hội hè. Nhiều khi chỉ vì họ có trùng hoặc tên tương tự:
- Bocholt ở Đức và Bocholt ở Bỉ
- Cham ở Đức và Cham ZG ở Thụy Sĩ
- Coburg ở Đức và Cobourg ở Canada
- Dresden (Elbflorenz) và Florenz

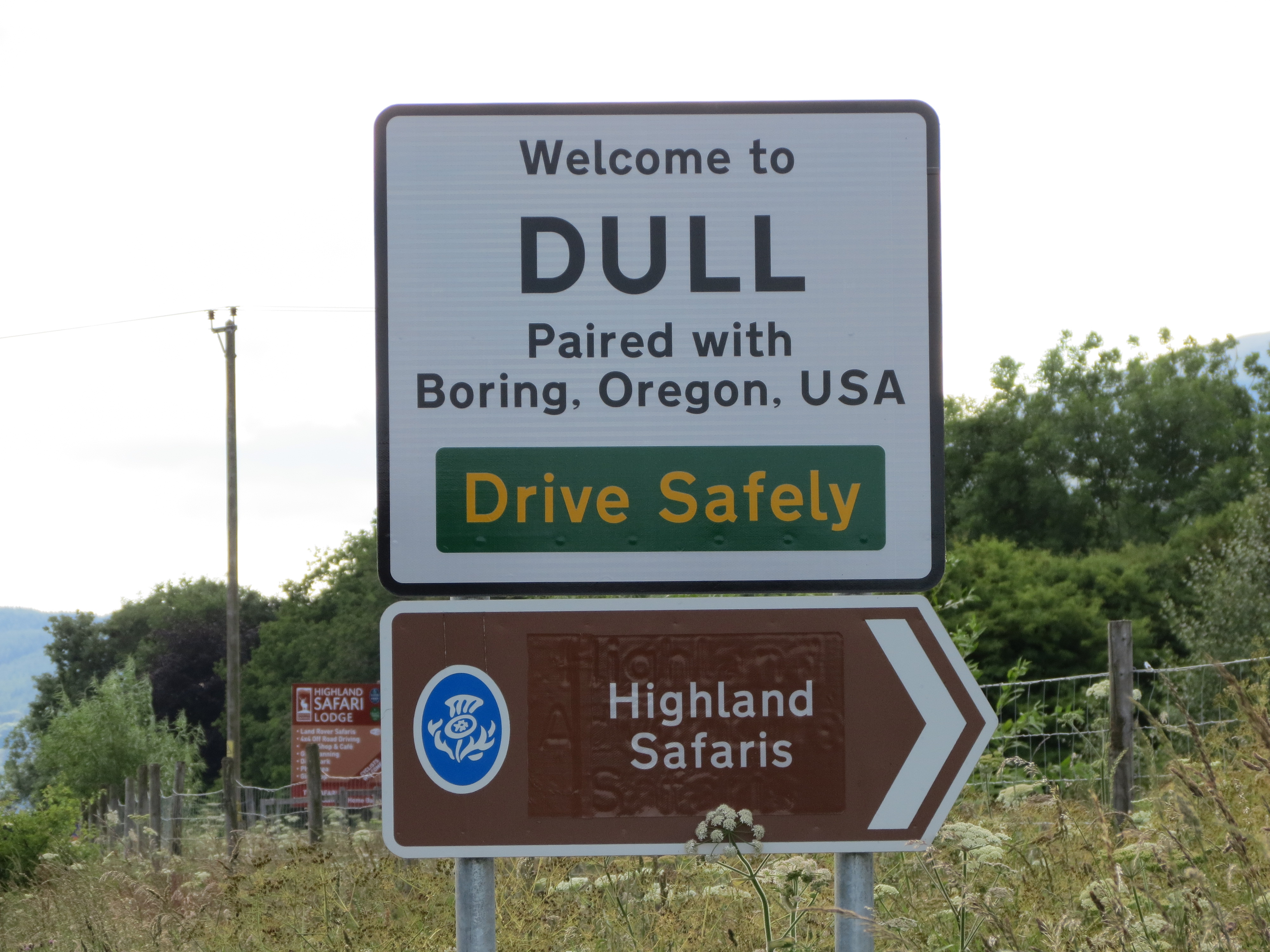
Thành phố kết nghĩa giữa Dull và Boring

- Edinburgh ở Vương quốc liên hiệp Anh và Bắc Ireland và Dunedin ở New Zealand
- Eppingen ở Đức và Epping ở Vương quốc liên hiệp Anh và Bắc Ireland
- Linz ở Áo với Linz am Rhein ở Đức
- Marburg an der Lahn và Maribor ở Slovenia, trước kia có tên là Marburg an der Drau
- Neu-Ulm ở Đức và New Ulm (bang Minnesota) ở Hoa Kỳ
- Soest ở Đức và Soest ở Hà Lan
- Spay ở Đức và Spay ở Pháp.